# Basilia saccata
Basilia saccata är en tvåvingeart som beskrevs av Oskar Theodor 1968. Basilia saccata ingår i släktet Basilia och familjen lusflugor.
Artens utbredningsområde är Myanmar. Inga underarter finns listade i Catalogue of Life.